# Контора «Антиквариат»
Контора «Антиквариат» — советская внешнеторговая организация, занимавшаяся продажей антикварных предметов и произведений искусства за границу.

## Названия
- Государственная импортно-экспортная торговая контора Госторга РСФСР (1925—1928).
- Главная контора Госторга РСФСР по скупке и реализации антикварных вещей «Антиквариат» (1929—1930)
- Всесоюзная Государственная торговая контора «Антиквариат» Наркомторга СССР (1931—1937?)
- Всесоюзное объединение «Антиквариат»

## Руководство
- Гинзбург, Абрам Моисеевич - Первый председатель правления Всесоюзного объединения «Антиквариат». Принимал активное участие в продаже картин из коллекции Эрмитажа. В 1931 году А. М. Гинзбург стал одним из главных обвиняемых на процессе «Союзного бюро партии меньшевиков» и приговорён к 10 годам заключения. Расстрелян 30 декабря 1937 года в Челябинске.